# Дудаев, Муса Абдиевич
Муса́ Абди́евич Дуда́ев (16 февраля 1938, Элистанжи, Чечено-Ингушская АССР — 6 августа 2014, Грозный, Чечня, Россия) — советский и чеченский актёр, артист Чеченского государственного драматического театра имени Героя Советского Союза Ханпаши Нурадилова, Народный артист Чечено-Ингушской АССР, Народный артист РСФСР (1991), Народный артист Республики Ингушетия (2008).

## Биография
Родился в селе Элистанжи Веденского района Чечено-Ингушской АССР. Отец — один из основоположников современной чеченской литературы Абди Дудаев. Был последним, седьмым ребёнком в семье. Вернулся из депортации в 1956 году. Окончил актёрский факультет Ленинградского государственного института театра, музыки и кинематографии в 1962 году.

## Профессиональная деятельность
Работал в Грозненском театре им. Х. Нурадилова. Самая известная его роль — герой трагедии Шекспира «Ричард III».
Переводил на чеченский язык пьесы русских и зарубежных авторов. На основе его переводов «Маленьких трагедий» («Моцарт и Сальери», «Скупой рыцарь», «Пир во время чумы») в 1974 году, к 175-летию со дня рождения А. С. Пушкина, был поставлен спектакль «Пушкиниана».
С 1968 года снимался в кино. Первым стал фильм «Белое солнце пустыни». Снялся в 26 картинах на различных студиях бывшего СССР.
В 2008 году награждён медалью «За заслуги перед Чеченской Республикой».
В 2013 году награждён орденом Кадырова.
Похоронен в селе Элистанжи Веденского района Чеченской Республики.

## Фильмография
- 1970 — Белое солнце пустыни (Рахимов);
- 1974 — День приёма по личным вопросам (Виктор);
- 1975 — Горянка (Абас);
- 1979 — По следам Карабаира (ТВ, Тау);
- 1980 — Тегеран-43
- 1980 — Кольцо старого шейха (ТВ, Рахман Бекбоев);
- 1981 — Мужчины без женщин (ухажер Анны);
- 1983 — О странностях любви (Ахох);
- 1983 — Волчья яма
- 1986 — Под знаком однорогой коровы (Инал);
- 1988 — Когда отзовётся эхо (Мустафа);
- 1991 — Расстанемся, пока хорошие (мулла);
- 1991 — Тайна рукописного Корана (Саид-бей);
- 2001 — Мужская работа (муфтий);
- 2003 — Кобра. Антитеррор (Хасан).

## Книги
- Дудаев М. А. «Встать, зверёныш!».